# Saturn I
Saturn I (původní značení Juno V, Super-Jupiter a C-1) byla první raketa řady Saturn a zároveň první americká raketa navržená výhradně pro vynášení nákladů nad oběžnou dráhu Země. Vývoj zpočátku probíhal v Army Ballistic Missile Agency (ABMA) v Redstone Arsenal v Alabamě pod vedením hlavního konstruktéra Wernhera von Brauna. Na přelomu padesátých a šedesátých let přešla agentura ABMA, von Braunův tým i projekt rakety Saturn pod správu nově vzniklé civilní agentury NASA. První start se konal v říjnu 1961. Raketa sloužila pouze pro potřeby NASA, která ji využívala pro testování kosmické lodi Apollo. Celkem se konalo deset startů, z nichž všechny byly úspěšné. Kromě testování lodi Apollo byly k několika letům přidruženy vědecké experimenty Highwater a Pegasus.
Saturn I byl dvoustupňový a na nízkou oběžnou dráhu dokázal dopravit až 9000 kg nákladu. První stupeň byl poháněn svazkem osmi motorů H-1 na kapalný kyslík a vysoce rafinovaný petrolej typu RP-1. Nádrže byly sestaveny z trupů starších balistických raket Redstone a Jupiter. Druhý stupeň byl poháněn svazkem šesti motorů RL-10 na kapalný kyslík a vodík. Na úspěšnou koncepci Saturnu I navázala v roce 1966 silnější verze Saturn IB a později raketa pro mise na Měsíc Saturn V.

## Historie
Raketa Saturn I prošla během svého vývoje mnoha proměnami a její konečná podoba se od původních představ konstruktérů značně lišila. Určení rakety bylo mnohokrát měněno, rozšiřováno, ale nakonec bylo zredukováno na testovací nosič během návrhu kosmické lodi Apollo. Výhradním uživatelem byla americká agentura NASA, ale v počátcích projektu bylo hlavním investorem ministerstvo obrany. Pod dohledem armády byl Saturn vyvíjen jako těžká nosná raketa pro vojenské družice. Později ministerstvo ztratilo na používání Saturnu zájem a zaměřilo se na využití upravených mezikontinentálních balistických raket jako kosmických nosičů. Nepokračující spolupráce s armádou málem ukončila celý projekt, než nad ním převzala záštitu NASA. Po projevu prezidenta Kennedyho, ve kterém označil za hlavní cíl výpravu na Měsíc, byly plánované úkoly Saturnu seškrtány a raketě zůstal pouze úkol, cesta na Měsíc. Samotná koncepce misí na Měsíc se však často měnila a nakonec padlo rozhodnutí postavit jedinou velkou raketu pro vynesení všeho materiálu na Měsíc a zpět – Saturn V. Saturn I byl použit pouze k testům komponent kosmických lodí Apollo.
Podobu rakety však neovlivňovaly pouze technické požadavky plánovaných misí, ale také politika. Kvůli souboji na technologickém poli během studené války bylo rozhodnuto využít tehdy novou technologii kapalného vodíku jako paliva vyšších stupňů. To vedlo ke zdokonalení motorů RL-10, které se používají dodnes. I když byl Saturn I nakonec pouze dvoustupňový, v různých fázích se objevovaly návrhy až se čtyřmi stupni. Za svou krátkou kariéru letěl Saturn I jen desetkrát, ale technologický přínos projektu byl značný a přispěl ke konstrukci Saturnu V.

### Původ

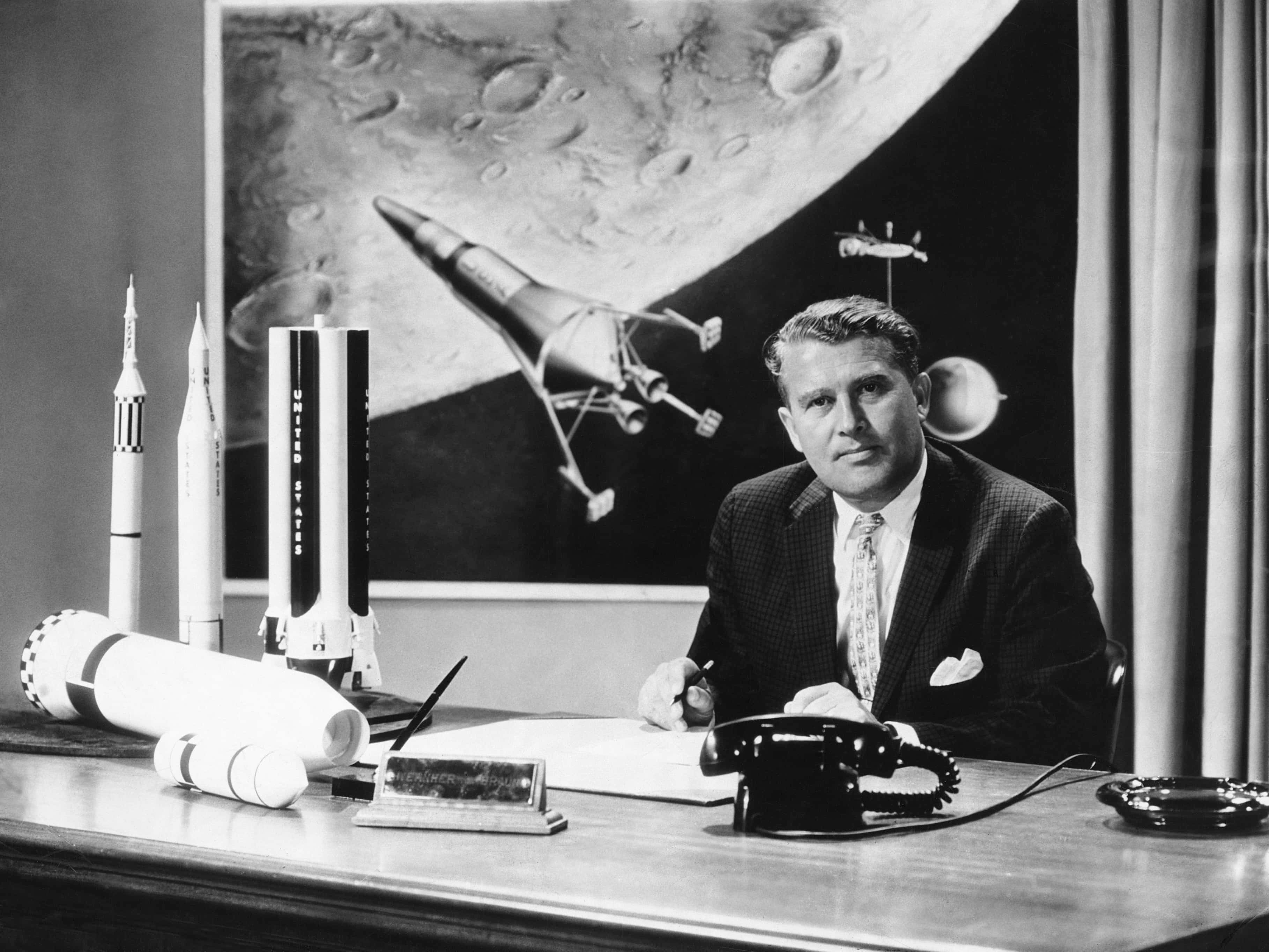
Wernher von Braun s modely raket ve své kanceláři v Huntsvile

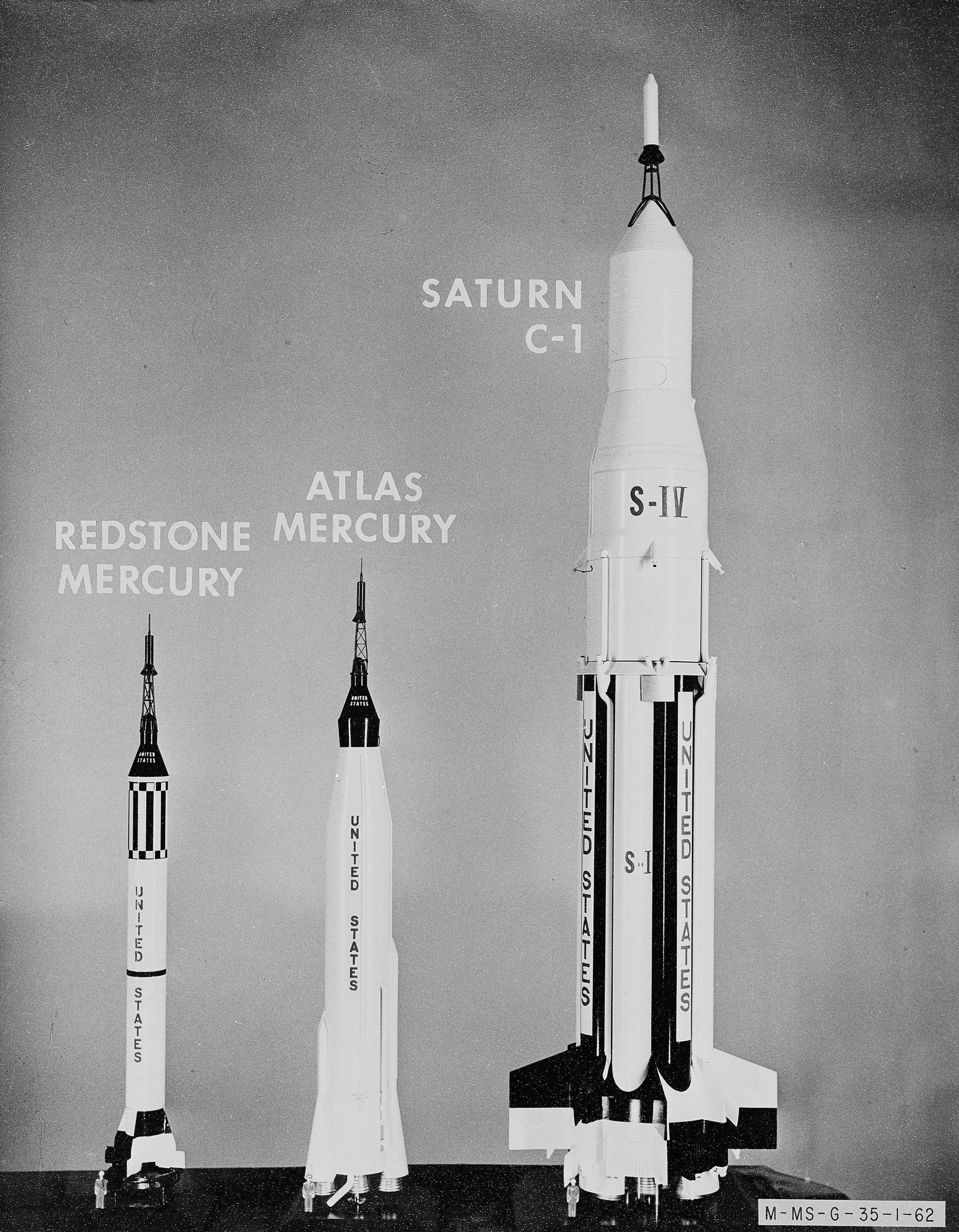
Modely raket, zleva: Redstone, Atlas, Saturn I

Bývalý vedoucí raketového výzkumu Třetí říše Wernher von Braun a jeho tým byli po druhé světové válce převezeni do Spojených států (viz Operace Paperclip), kde zprvu pracovali na testech ukořistěných raket V-2. Později se věnovali vývoji nových raket středního doletu pro americkou armádu. Výzkum pod hlavičkou agentury Army Ballistic Missile Agency (ABMA) probíhal na základně Redstone Arsenal v Huntsville v Alabamě. Zde byly vyvinuty rakety PGM-11 Redstone a PGM-19 Jupiter. Po krizi vyvolané vypuštěním Sputniku 1 se von Braunův tým ujal iniciativy a na základě rakety Redstone vyvinul raketu Juno I, která vynesla první americký satelit Explorer 1, a později Juno II, postavenou na základě PGM-19 Jupiter.
Práce na konceptu Saturnu I začaly ještě před vypuštěním Sputniku 1. V roce 1957 požádalo americké ministerstvo obrany prostřednictvím své agentury ARPA (Advanced Research Projects Agency) o vypracování studie kosmického nosného systému, který by dokázal dopravit na oběžnou dráhu Země 9000–18 000 kg, nebo dostat na únikovou rychlost náklad až 5400 kg. Takto silná raketa měla sloužit pro dopravu těžkých komunikačních, meteorologických a špionážních družic. Tehdejší rakety jako Atlas měly teoretickou nosnost na nízkou orbitu Země pouze 1400 kg, proto bylo potřeba hledat cestu k vyšší nosné kapacitě. Von Braunův tým v ABMA se začal problémem zabývat v dubnu 1957. Podle jejich výpočtů měla mít taková raketa tah přibližně 6,7 MN. Americké letectvo tou dobou začínalo pracovat na motoru podobných parametrů, který však nemohl být připraven v požadované lhůtě. Tento motor nesoucí označení F-1 byl později použit pro pohon prvního stupně rakety Saturn V. Pro budoucí Saturn I tak byly vybrány čtyři motory E-1 vyvíjené společností Rocketdyne.
V prosinci 1957 dodala ABMA von Braunův koncept agentuře ARPA pod oficiálním názvem A National Integrated Missile and Space Vehicle Development Program, pracovní název byl Super-Jupiter. První stupeň měl být tvořen osmi nádržemi z raket Redstone uspořádanými kolem centrální nádrže převzaté z rakety PGM-19 Jupiter. Jako horní stupeň měla být použita upravená balistická raketa Atlas nebo první stupeň Titanu. V ABMA preferovali Titan, neboť v atmosféře závodů ve zbrojení studené války měla nejvyšší prioritu výroba Atlasů pro vojenské účely. Program Titan byl ale od počátku brán jako záložní, a bylo tak možné rozdělit jeho výrobní a vývojové kapacity. Druhý stupeň tak měl být upravený Titan, vybavený dvěma motory LR-87. Třetí stupeň měl být nový stupeň Centaur s motory RL-10. Tato trojstupňová koncepce byla později označena jako varianta A.
ARPA byla s von Braunovým konceptem spokojena a jediný požadavek byl nahradit motory E-1 jiným zařízením. E-1 stejně jako F-1 byl tou dobou v rané fázi vývoje a nebyl by připraven pro testy dříve než za dva roky. Von Braunův tým rychle nahradil čtyři motory E-1 osmi motory H-1, což byly upravené motory S-3D z rakety Thor. Rozhodnutí nečekat na vývoj nových motorů se ukázalo jako správné. Nejen že přineslo odhadovanou úsporu až 60 milionů dolarů, ale první zkušební zážeh mohl být uskutečněn téměř o rok dříve. Von Braunův tým v ABMA již tou dobou připravoval start rakety Juno I (později vynesla první americký satelit Explorer I) a probíhal vývoj raket Juno II. Název projektu byl proto změněn na Juno V, aby lépe zapadal do vývojové řady.

### Začátek prací

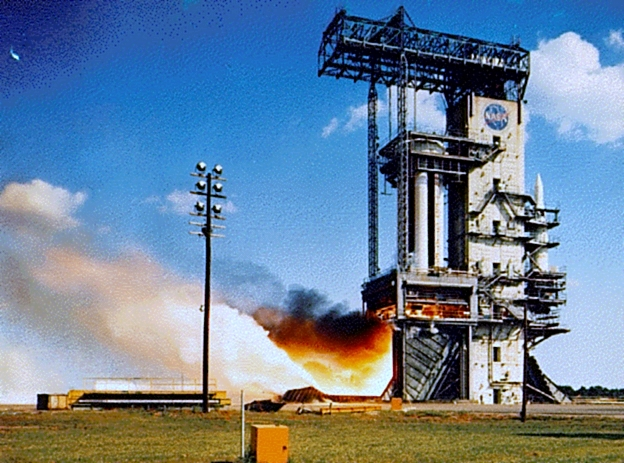
Statický test svazku motorů prvního stupně

Projekt byl oficiálně zahájen výnosem 14-59 agentury ARPA z 15. srpna 1958. Kontrakt zněl: „Zahájit program vývoje kosmického nosiče o tahu přibližně 1 500 000 liber (6,7 MN), založeného na spojení dostupných raketových motorů. Nejbližší úkol tohoto programu je provést demonstrativní statický zážeh v plném měřítku do konce roku 1959.“
Následoval kontrakt s firmou Rocketdyne na vývoj motorů H-1, podepsaný 11. září 1958. 26. září 1958 se ARPA a Army Ordnance Missile Command (nadřízené velitelství ABMA) dohodly na rozšíření kontraktu o provedení zkušebních letů v září 1960 a dále chtěly, aby ABMA postavila další tři nosiče, přičemž dva budou schopny umístit na oběžnou dráhu omezený náklad.
Podle požadavků ARPA byl Juno V definován jako univerzální nosný prostředek pro výzkum a vývoj ofenzivních a defenzivních kosmických zbraňových systémů. Specifické použití pro americké ozbrojené síly zahrnovalo: navigační, meteorologické, průzkumné a komunikační družice a podpora misí s posádkou pro USAF v rámci jeho projektu Dyna-Soar. Dále bylo zvažováno využití nosiče pro mezinárodní projekty pod záštitou OSN a pro komerční projekty.
V NASA a ABMA vkládali do projektu Juno V naděje, že poslouží také jako testovací základ pro vývoj budoucích pohonných systémů, hlavně výkonných motorů o tahu přes 6 MN, později známých jako F-1.
Juno V také měla zastávat významnou úlohu v projektu Horizont, což byla plánovaná mise na Měsíc s cílem vybudovat na povrchu Měsíce stálou vojenskou základnu. Touto dobou se začíná objevovat pracovní označení Saturn. To mělo symbolizovat nástupce Jupiteru. V jedné z oficiálních zpráv pro ARPA je již projekt nazýván Saturn a toto jméno se v únoru 1959 stalo oficiálním názvem projektu.

### Přechod kNASA

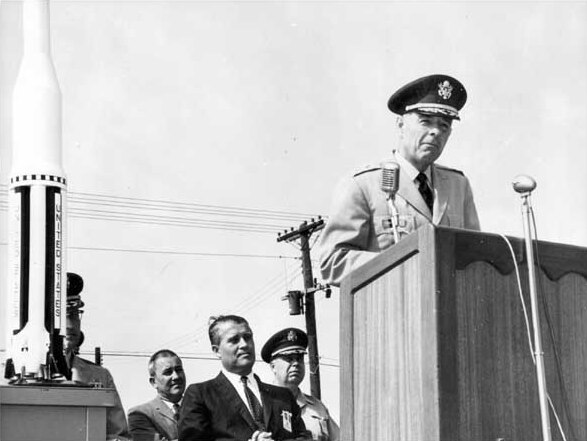
Přechod ABMA k NASA, 1. červenec 1960

Založení NASA 29. července 1958 vedlo ke snaze sjednotit a posoudit všechny projekty těžkých nosných raket a následně vybrat jedno řešení pro budoucí projekty spojené s výzkumem Měsíce. Tou dobou zde byly programy armády (Saturn) a letectva (projekt SLS – Space Launch System). Oba programy měly za konečný cíl cestu k Měsíci a vybudování základny na jeho povrchu. Inženýři NASA však měli vlastní návrhy, označované souhrnně jako rakety Nova.
Wernher von Braun byl požádán o účast v komisi, která měla za úkol prostudovat a vyhodnotit existující návrhy a sepsat doporučení. Výsledná zpráva byla prezentována 18. července 1959. Hned v úvodu upozornila na chybné vedení a koordinaci amerických programů a uznala velký náskok sovětského kosmického programu. Dále se zabývala pěti takzvanými generacemi raket, od prvních raket Vanguard přes Juno, mezikontinentální balistické rakety SM-65 Atlas a SM-68 Titan, projekty založené na svazcích několika dostupných motorů zvané Clustery (koncepce Saturnu), až po koncept velké rakety poháněné svazkem silných motorů, jakými byly F-1. Zpráva stanovila teoretické možnosti budoucího vývoje včetně časového rámce dostupnosti nosných systémů.
V prosinci 1959 byly prezentovány projekty jednotlivých vývojových týmů. NASA pak vybrala von Braunův koncept Saturn, a měla tak kompletní vývojový program pro dopravu širokého spektra nákladů jak na nízkou oběžnou dráhu Země, tak na oběžnou dráhu Měsíce. Pro střední náklady byl vhodný Saturn, pro těžké náklady rakety Nova a upravené mezikontinentální balistické rakety s horními stupni Vega případně Centaur pro lehké náklady a meziplanetární mise. Stupeň Vega byl později zrušen, protože projekt letectva Agena (tehdy pod názvem Hustler) měl shodné parametry a mohl být využit.
V červenci 1959 byl projekt téměř zrušen, když ředitel výzkumného oddělení na ministerstvu obrany Herbert York oznámil, že Saturn čerpá příliš mnoho finančních prostředků ARPA a jako kosmický nosič pro vojenské náklady již není potřebný. Na ministerstvu obrany se tehdy objevil názor, že spojením několika mezikontinentálních balistických raket lze získat stejně silný nosný systém, ale s nižšími finančními náklady, zatímco menší náklady lze dopravovat upravenými balistickými raketami jako SM-65 Atlas nebo SM-68 Titan. V neprospěch Saturnu hovořila skutečnost, že nebyl vypracován žádný přesný plán na využití jeho kapacity a veškeré návrhy budoucích misí i vojenského charakteru byly jen koncepty a teoretické úvahy. NASA také pracovala na vlastním projektu rakety Nova, který se v mnoha ohledech překrýval se Saturnem. Po schůzce zástupců NASA, armády, ARPA a ministerstva 16. až 18. září 1959 bylo rozhodnuto, že se Saturn rušit nebude, pokud přejde ABMA pod správu NASA a nebude již potřebovat finanční účast resortu obrany a ARPA. Přechod pod NASA byl dokončen 1. července 1960. ABMA a celé zařízení v Huntsvile bylo přejmenováno na Marshall Space Flight Center.

### Výběr vyšších stupňů

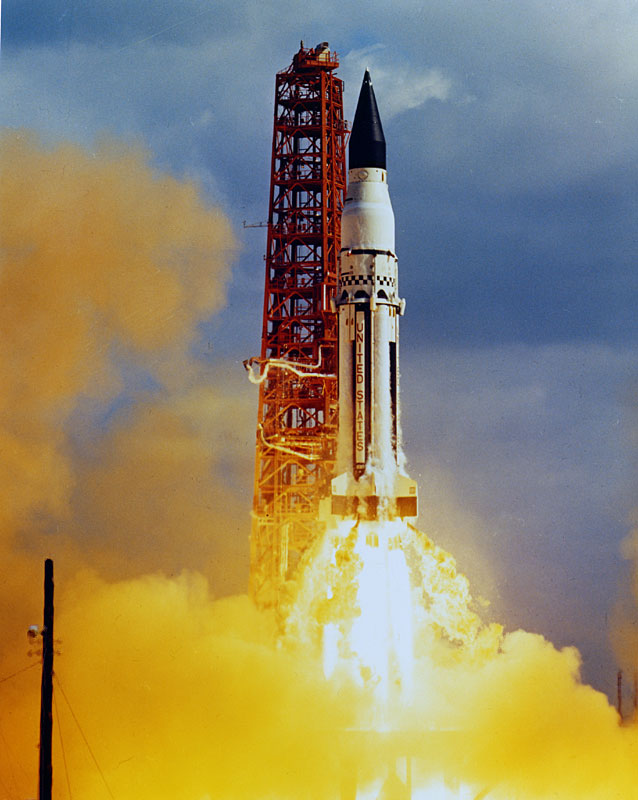
Start mise SA-5, první použití funkčního druhého stupně

Na jaře 1959 bylo vypracováno několik studií o použitelnosti takzvaných nekonvenčních kryogenických paliv pro pohon vyšších stupňů. To znamenalo kapalný vodík jako palivo a kyslík jako okysličovadlo. Skladování kapalného vodíku bylo náročné kvůli jeho nízké hustotě a nutnosti tepelné izolace. Jeho výhodné vlastnosti jako paliva však převažovaly, hlavně specifický impuls je u vodíkových motorů až 450 sekund. Již první koncept Super-Jupiteru počítal s vodíkem poháněným stupněm Centaur. V létě 1959 začal převažovat názor, že použití vodíku i pro druhý stupeň by bylo velkým technologickým průlomem a demonstrovalo by pokročilost americké technologie. Kvůli zapracování vodíkových motorů byla ustavena takzvaná Silversteinova komise, která měla posoudit různé koncepty vyšších stupňů.
V komisi zasedali zástupci NASA, USAF, ABMA, ARPA a ministerstva obrany. Návrhy byly rozděleny do tří skupin. Skupina A představovala původní koncepci Juno V. Koncept A-1 byl aktuální koncept použití Titanu a Centauru. Koncept A-2 navrhoval použít svazek slabších raket středního doletu a Centaur. Tyto návrhy byly relativně jednoduché a vývojové týmy s nimi měly zkušenosti. Varianta B-1 byla v podstatě zmenšenou verzí prvního stupně, tedy několik starších nádrží a motorů spojených do svazku.
Skupina konceptů C byla nejinovativnější a nabízela možnost flexibilní konfigurace nosiče podle potřeb nákladu. Měly být vyvinuty zcela nové stupně spalující kapalný vodík. Nové stupně měly nést značení S-II, S-III, S-IV a Centaur (S-V). Koncepty budoucích raket měly označení C-1, C-2, C-3 a později C-4 a C-5 (budoucí Saturn V). Každý koncept měl být sestaven z různých stupňů, viz tabulka níže. Kromě výkonových parametrů měl vývoj nových stupňů i tu výhodu, že již nebylo nutné používat vojenské střely a s nimi spojené technologie. Projekt Saturn tak byl kompletně civilní.

#### Možné konfigurace
| Varianta | Stupeň S-I | Stupeň S-II | Stupeň S-III | Stupeň S-IV | Stupeň S-V |
| -------- | ---------- | ----------- | ------------ | ----------- | ---------- |
| C-1      | +          | -           | -            | +           | +          |
| C-2      | +          | -           | +            | +           | +          |
| C-3      | +          | +           | +            | +           | -          |

### Konečná podoba

Porovnání původních konceptů C-1 a konečné podoby raket Saturn I a Saturn IB

Zpočátku měl být Saturn flexibilním nosným systémem, který by bylo možno díky různým vyšším stupňům provozovat v různých konfiguracích podle potřeb dané mise. Celá koncepce však procházela po celou dobu vývoje mnoha změnami a nové koncepce a dílčí změny se objevovaly takřka každý měsíc. Po vyhlášení „závodů o dobytí Měsíce“ byl projekt přehodnocen a ze zvažovaných konceptů zbyl pouze C-1. Tou dobou nebyla jasná ani koncepce budoucí mise na Měsíc. Některé návrhy počítaly s několika misemi raket Saturn k Měsíci, kam by postupně dopravily potřebné vybavení. Jiné plány navrhovaly sestavení kosmické lodi na orbitě Země a poté odlet k Měsíci. Nakonec byl zvolen přímočarý koncept letu jediné velké rakety, nesoucí vše potřebné. Saturn I tak plnil jen funkci jakési testovací rakety pro testy lodi Apollo.
Ze všech navrhovaných vodíkových stupňů byl tedy vyroben a dodán pouze S-IV, jehož parametry se lišily od specifikací komise. Kvůli potížím při vývoji motoru LR-119 bylo použito šest standardních RL-10 (XLR-115), poskytujících přibližně stejný tah. Velké množství malých motorů bylo méně efektivní, náchylnější k poruchám a dražší než jediný velký motor. Pro Saturn IB, nástupce Saturnu I, byl proto vyvinut motor J-2, který dokázal nahradit všech šest menších motorů. Nový motor měl vyšší tah a umožnil Saturnu IB vynést na orbitu až 15 000 kg. Třetí stupeň nebyl nikdy použit, standardní verze Centauru však byla používána v kombinaci s různými typy raket Atlas a Titan a od roku 2004 slouží jako druhý stupeň Atlasu V.
Vyrobené rakety se rozdělovaly na Block I a Block II. Block I byla pouze testovací verze s funkčním prvním stupněm, druhý stupeň byl jen maketa napuštěná vodou nebo naplněná vlhkým pískem pro simulaci zátěže. Saturn I Block II již měl funkční druhý stupeň a lepší naváděcí soustavu a sloužil k testům lodi Apollo.

### Konkurenti ze Sovětského svazu
Na počátku vývoje Saturnu měl Sovětský svaz v oblasti kosmických letů a raketové techniky značný náskok. Hlavní podíl na úspěchu sovětů měla raketa R-7 Semjorka a z ní odvozené typy. Americké rakety tehdy mohly vynést na nízkou oběžnou dráhu náklady v řádech desítek kilogramů, zatímco rakety rodiny R-7 mohly vynášet náklady v řádech stovek kilogramů. Příchod raket SM-65 Atlas a jejich použití jako nosných raket sice zvýšilo americkou nosnou kapacitu, ale na rakety rodiny R-7 to stále nestačilo. Saturn I měl svou nosností převýšit všechny do té doby postavené rakety. Tehdejší nejsilnější sovětské rakety byly Vostok 8K72 s nosností na nízkou oběžnou dráhu Země (LEO) 4450 kg a Luna 8K72 s nosností 4000 kg. Saturn I měl mít nosnost více než dvojnásobnou, až 9000 kg na LEO.
Na konci roku 1963 vstoupila do služby nová varianta R-7 nazvaná Voschod 11A57, která dokázala vynést až 5900 kg. Rekordní nosnost Voschodu však nevydržela dlouho a za necelé dva měsíce byla překonána prvním startem Saturnu I verze Block II, která umístila na nízkou oběžnou dráhu náklad o celkové hmotnosti 17 000 kilogramů, z čehož samotné užitečné zatížení tvořilo 9500 kg a zbylých 7500 kilogramů připadalo na prázdný druhý stupeň a přístrojovou sekci. Roku 1964 byla uvedena nová sovětská raketa Proton, která v roce 1965 vynesla dvanáctitunový satelit Proton 1, a překonala tak nosnost Saturnu I, který byl téhož roku nahrazen Saturnem IB s nosností 15 300 kg.

### Chronologický vývoj projektu 1957–1966
1957
- duben – ABMA začíná studii o možnostech využití svazku motorů pro dosažení celkového tahu 6,7 MN.[9]
- prosinec – ABMA předkládá National Integrated Missile and Space Vehicle Development Program, který shrnuje možnosti vývoje kosmických nosičů pro výzkum vesmíru a jeho vojenské využití. První zmínka o Super-Jupiteru.[9]

1958
- Super-Jupiter pozměněn, nový koncept nese název Juno V, výměna čtyř motorů E-1 za osm H-1.
- léto – Agentura ARPA rozkazem 14-59 pověřuje Army Ordnance Missile Command (AOMC) vývojem těžkého nosiče Juno V. AOMC pověřuje vývojem von Braunův tým v ABMA v Redstone Arsenal v Alabamě.[10]
- září – Začátek prací na Juno V, kontrakt s firmou Rocketdyne na vývoj motorů H-1. Změna projektu na vícestupňový universální kosmický nosič.
- prosinec – Von Braun informuje NASA o možnosti využití Juno V k misi na Měsíc.
- První zážeh motoru H-1.

1959
- leden – Zasedání komise Large Booster Review Committee. Komise potvrzuje Juno V jako nejlepší projekt nového silného nosiče.[24]
- Program NASA National Space Vehicle Program stanovuje jako základní kosmické nosné prostředky projekty Saturn, Nova, Centaur a Vega (později zrušeno).[24]
- únor – Změna jména na Saturn.[13]
- Dohoda mezi ARPA a NASA o vývoji vyšších stupňů pro Saturn, vývoj koordinuje AOMC pro zajištění kompatibility.
- duben – Studie využití rakety Titan jako vyššího stupně Saturnu.[24]
- květen – Dodán první motor H-1.[24]
- červen – začátek stavby komplexu 34 na Cape Canaveral.
- Studie NASA o misi na Měsíc za použití Saturnu.[24]

1959
- říjen až březen 1960 – Přechod ABMA a vývojového programu Saturn pod správu NASA.[3]
- prosinec – Třídenní zasedání Silversteinovy komise. Komise vybírá nové vyšší stupně poháněné kapalným vodíkem. Stupně S-II, S-III, S-IV a S-V mají být vybaveny svazky motorů RL-10 (a jejich vylepšenou verzí LR-119) a má se jednat o modulární a flexibilní nosný systém. Jsou vybrány tři koncepty budoucích konfigurací, Concept-1 až 3, odtud označení Saturn C-1.[5]

1960
- duben a květen – Testy svazků motorů při společném zážehu.[25]
- červen až leden 1961 – Statické testy kompletního prvního stupně.
- leden – Změna konceptu Saturn C-1 na dvoustupňový, kvůli sjednocení časového harmonogramu s programem Apollo.
- březen – Další změna v konceptech Saturnu
- Test modelu Saturnu C-1.[26]

1961
- leden až říjen – Opět změny konceptů, dokončení LC 34 na Cape Canaveral.[27]
- říjen – První start rakety Saturn C-1, mise SA-1.

1962
- Von Braun přichází s koncepty Saturn C-5 a C-1B (pozdější Saturny V a IB) pro misi na Měsíc se setkáním na jeho orbitě. Počítá se s motory F-1 a J-2. Koncepty C-2, C-3 a C-4 jsou zavrženy.[28]
- NASA přijímá von Braunovu koncepci.

1963
- únor – Zjednodušení názvů. Saturn C-1 se stává Saturnem I, koncepce C-1B a C-5 jsou přejmenovány na Saturn IB a Saturn V.[29]

1964
- leden – První start funkčního druhého stupně.

1965
- červenec – Poslední start Saturnu I.

1966
- únor – První start Saturnu IB.

## Popis

### Varianty

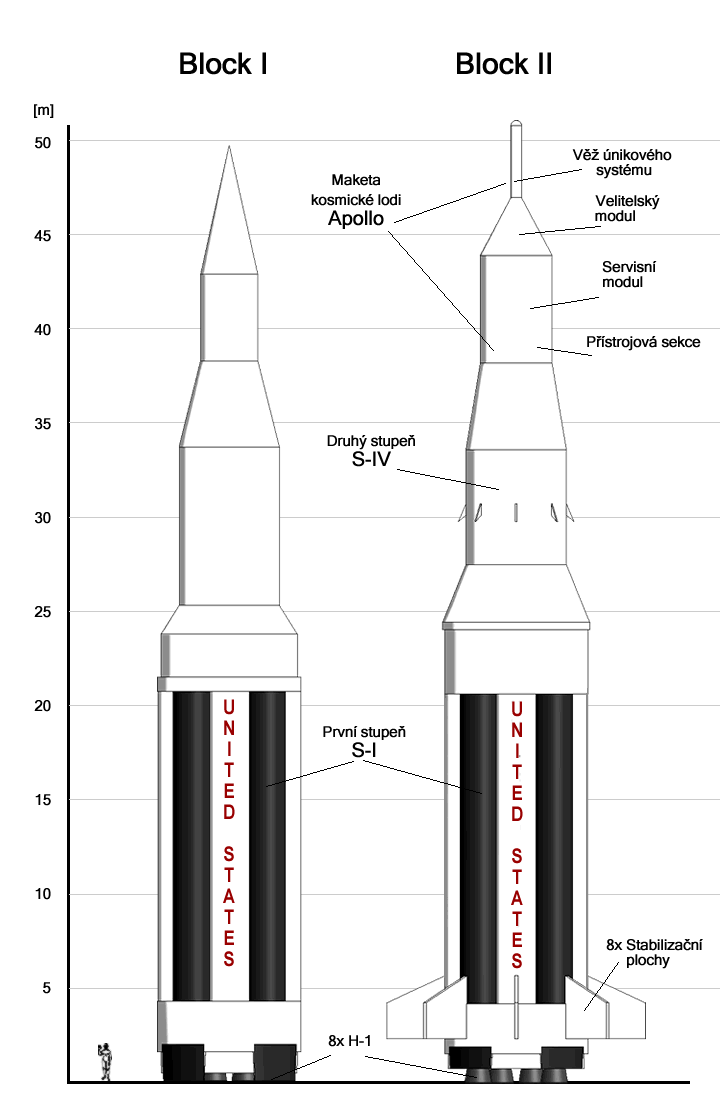
Porovnání konfigurace raket Block I a Block II

Raketa Saturn I byla vyráběna ve dvou stavebních řadách, takzvaných blocích. Byly to Block I a Block II. Pro první čtyři testovací lety byla použita verze Block I. Tato verze měla funkční jen první stupeň, ostatní stupně byly pouze makety. Ostatní vybavení se lišilo podle aktuální mise, většinou zahrnovalo několik pouzder s kamerami, telemetrické jednotky a různý počet senzorů a měřidel. Na prvním stupni bylo během testovacích letů odhaleno několik závad a slabin v konstrukci, které byly mezi misemi odstraňovány. Například po misi SA-1 byly do nádrží umístěny speciální přepážky proti šplouchání a víření paliva. Motory také procházely změnami a stále se pracovalo na jejich bezpečnosti a spolehlivosti. Důležité bylo ověřit chování rakety při výpadku jednoho z nich. To bylo provedeno při misi SA-4, která byl poslední misí rakety ve verzi Block I. Všechny mise této verze byly suborbitální.
Verze Block II se zvenčí lišila hlavně přidanými aerodynamickými stabilizačními plochami na zádi. Druhý stupeň již byl plně funkční a raketa tak poprvé měla možnost orbitálního letu. To bylo umožněno také novým naváděcím systémem na přídi druhého stupně. Stejně jako u Blocku I bylo i zde provedeno několik úprav, které vzešly z telemetrických dat získaných při misích. Opět byly upravovány motory, z nichž jeden při misi A-101 selhal. Telemetrické vybavení bylo obdobné jako u Blocku I, počet senzorů se lišil podle aktuální mise. Další vybavení zahrnovalo pomocné rakety pro rozběh a zpomalení druhého stupně, kamerová pouzdra a adaptér pro uchycení kosmické lodi Apollo. Nosnost verze Block II byla až 9000 kg na nízkou oběžnou dráhu (výška 185 km se sklonem 28°).

### První stupeň S-I

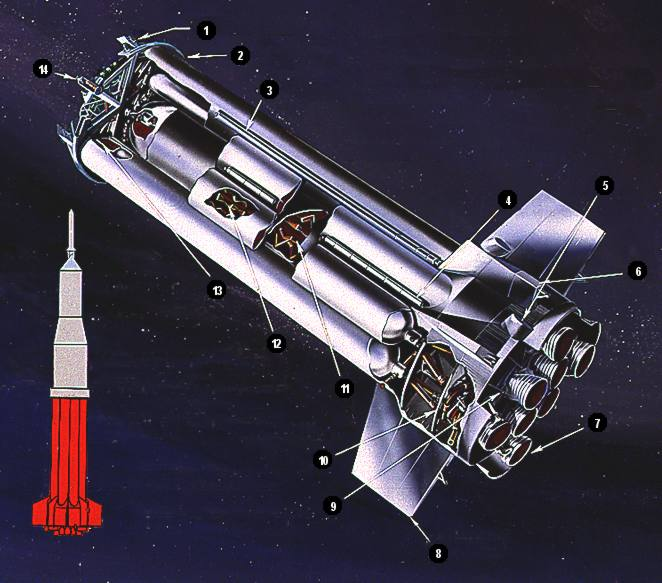
1. televizní kamera 2. filmová kamera 3. vodíkové potrubí k druhému stupni 4. tunel pro kabeláž 5. výstupní potrubí od spalovacích turbín hlavních motorů 6. malé aerodynamické plošky 7. motory H-1 8. velké aerodynamické plochy 9. tepelný štít 10. stěna proti žáru od spalin z motorů 11. a 12. tlumící mezistěny proti šplouchání paliva 13. přístrojové vybavení 14. zpětné rakety

První stupeň S-I byl složen z osmi nádrží převzatých z rakety Redstone, uskupených kolem jedné nádrže rakety Jupiter. Čtyři nádrže Redstone obsahovaly RP-1 a byly natřeny na černo, zbylé nádrže měly bílý nátěr a obsahovaly kapalný kyslík. Motory H-1 byly odvozeny z motorů S-3D rakety Thor. Čtyři motory byly umístěny ve středu tělesa rakety, další čtyři motory byly umístěny vně. Vnější motory měly kloubové zavěšení a pomocí hydrauliky je bylo možno naklánět v podélné a příčné ose, čímž se vytvářel řídící moment. Motory nebyly při startu zažehovány najednou, ale po dvojicích s časovými rozestupy 200 ms. Tím se snížilo namáhání způsobené dynamickými silami a rázy při startu motorů. Každý motor H-1 měl vlastní turbočerpadlo poháněné samostatným plynovým generátorem. Motory dokázaly vyvinout tah při startu až 7,582 MN (8 × 947,700 kN ve vakuu) a za sekundu spálily dohromady 3200 kg RP-1 a kapalného kyslíku. Celková hmotnost prvního stupně byla 430 000 kg, z čehož přibližně 380 000 kg tvořilo palivo (množství paliva se lišilo podle úkolu mise). Pro vyšší aerodynamickou stabilitu bylo na záď přidáno osm kýlových ploch.
Během aktivní služby byl první stupeň neustále vylepšován. Řada změn přišla s uvedením Blocku II, kdy byly prodlouženy nádrže, zvýšen tah motorů, snížena hmotnost a zvýšena celková efektivita spalování. Při misi SA-1 bylo spáleno pouze 96 % paliva a zbytek zůstal nevyužit v nádržích a potrubí. Celý palivový systém byl tedy upraven, díky čemuž se při misi A-105 dosáhlo 99,3 % efektivity. Úpravy palivových rozvodů dále umožnily snížení objemu helia pro dodatečné tlakování nádrží, což opět snížilo celkovou hmotnost. Velký důraz byl kladen na senzorové vybavení, které bylo nutné k diagnostice chování rakety. Snímací a měřící zařízení bylo instalováno na kritických místech, jako třeba průtokoměry v palivovém potrubí, tlakové senzory u namáhaných spojů a podobně. Pro vizuální kontrolu bylo instalováno několik speciálně upravených televizních a filmových kamer. Televizní kamery byly upřednostňovány, jelikož poskytovaly obraz v reálném čase a nebylo nutné vyzvedávat filmová pouzdra, což se ukázalo být komplikované.

### Druhý stupeň S-IV

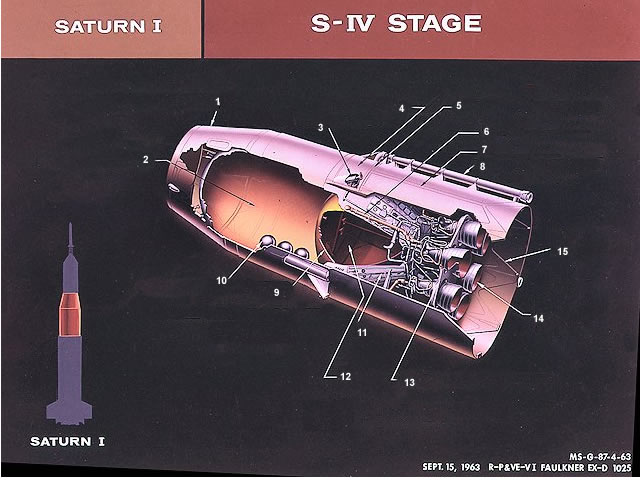
1. přední mezistupeň 2. izolace vodíkové nádrže 3. pomocné rakety 4. záďová obruba 5. separační rovina 6. vodíkové potrubí 7. záďový mezistupeň 8. vodíkové vedení u prvnímu stupni 9. přepážka kyslíkové a vodíkové nádrže 10. tlakové láhve s heliem 11. podpůrná konstrukce 12. tlumící mezistěny proti šplouchání kapalného kyslíku 13. tepelný štít 14. Motory RL-10
15. odpalovací panely pro oddělení stupně

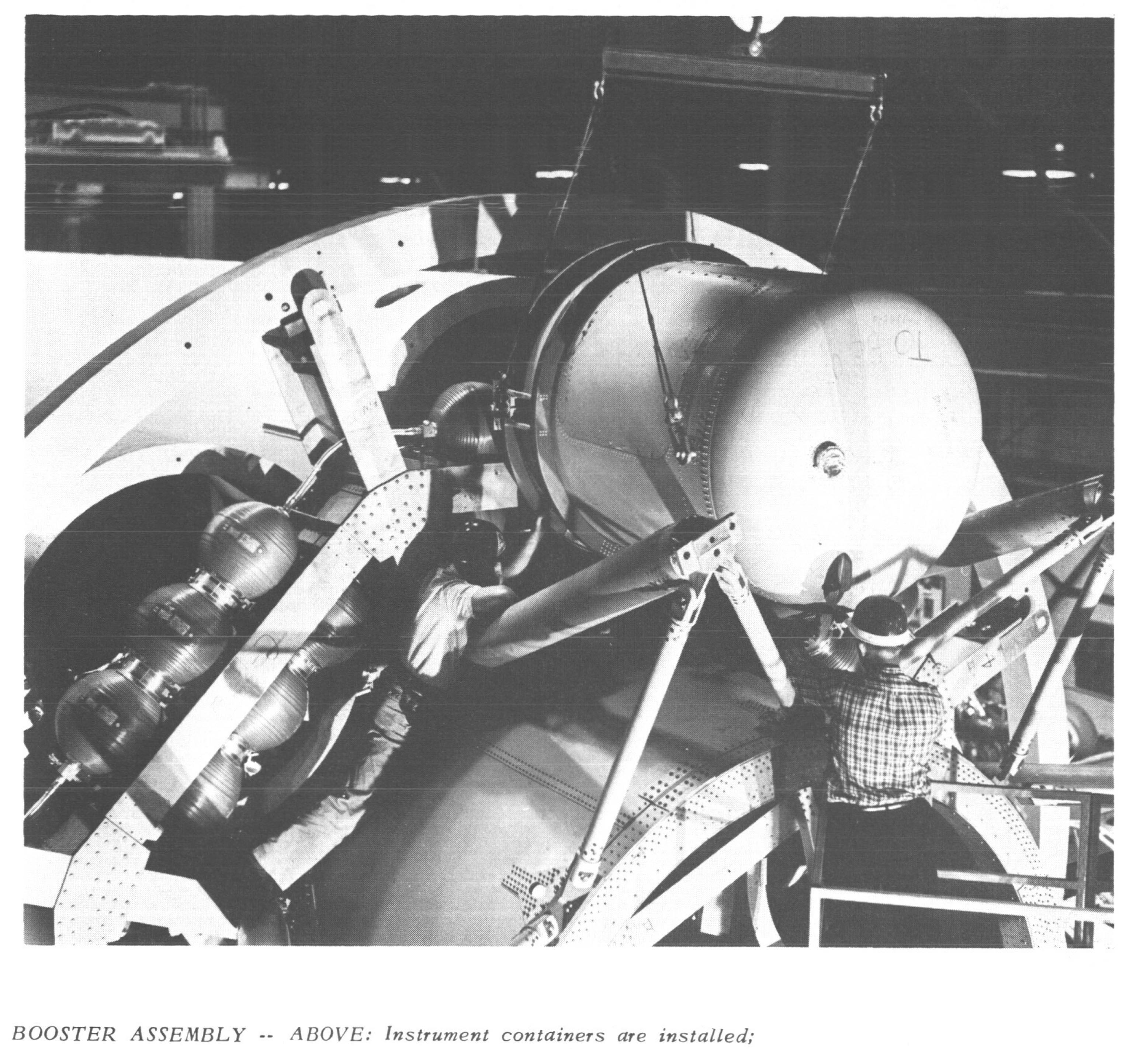
Naváděcí soustava Block II, starší verze s přetlakovými kontejnery

Druhý stupeň disponoval šesti motory RL-10 poháněnými kapalným vodíkem a kyslíkem. Motory měly systém směrování tahu a mohly tak stejně jako první stupeň řídit směr letu. Pracovaly na principu expandéru. Palivo bylo vedeno skrz horké části motoru, kde se zahřívalo a pak bylo vedeno do turbíny. Tu svou expanzí pohánělo a turbína dále roztáčela turbočerpadla. Každý motor byl vybaven samostatným palivovým systémem (vlastní turbínou i turbočerpadlem). Celková hmotnost stupně s palivem byla 50 500 kg, bez paliva 5200 kg. Spotřeba všech šesti motorů byla přibližně 90 kilogramů kapalného vodíku a kyslíku za sekundu. Nádrže na LH2 a LOX byly odděleny pouze lehkou přepážkou, a tvořily tak v podstatě jedinou nádrž se dvěma oddělenými prostory.

### Naváděcí výbava
Rakety Saturn I Block I (lety SA-1 až SA-4) měly naváděcí soustavu umístěnu na předku prvního stupně. Vybavení bylo stejné, jaké používaly rakety PGM-11 Redstone, a dokázalo vést raketu pouze po balistické dráze. Při těchto prvních čtyřech letech měla raketa pouze maketu druhého stupně, která se při letu neoddělovala.
Rakety Block II již měly plně funkční druhý stupeň a přístrojové vybavení bylo umístěno v samostatné sekci IU (Instrument Unit, přístrojová jednotka) na přídi druhého stupně. IU měla 3,9 metru v průměru a byla vysoká 1,5 metru. Přístroje byly umístěny ve čtyřech přetlakových kontejnerech, spojených přes centrální uzel. Pro poslední tři lety byl použit vylepšený model vysoký pouze 0,86 metrů. Nový typ již nebyl vybaven přetlakovými kontejnery, ale přístroje byly zavěšeny na obvod stěny, což uspořilo hmotnost. Naváděcí systém používal počítač IBM ASC-15 používaný i na raketách Titan 2 a Titan 3.

## Lety Saturnu I
Před skutečnými starty probíhalo testování v supersonickém aerodynamickém tunelu v Lewis Research Center (dnes Glenn Research Center). Při testech byl použit zmenšený model vybavený osmi malými raketovými motory, každý s tahem přibližně 1,1 kN. Při testech byly simulovány reálné letové podmínky, čímž byly získány cenné informace o stabilitě rakety a rozložení napětí v jednotlivých částech trupu.
Testovací lety SA-1 až SA-4 sloužily pro otestování spolehlivosti rakety a ověření koncepce svazků motorů. Při zkouškách byl funkční pouze první stupeň, druhý stupeň byla maketa. Mise SA-2 a SA-3 byly využity k provedení „bonusového“ experimentu Highwater, který zkoumal následky vypuštění velkého množství vody ve výšce 100 resp. 160 kilometrů. První mise s funkčním druhým stupněm byla SA-5, uskutečněná 29. ledna 1964. Jednalo se zároveň o rekordní let, při němž byl na oběžnou dráhu vynesen do té doby největší náklad. Celková hmotnost vynesená na orbitu byla 17 120 kg, motory a prázdné nádrže posledního stupně vážily 6500 kg, aerodynamický kryt 1150 kg a maketa kabiny 9470 kg (jako zatížení kabiny byl použit zvlhčený písek). Podobně probíhaly následující testy A-101 a A-102 (SA-6 a SA-7), při nichž byla studována tuhost konstrukce nosiče, chování kabiny Apollo a další parametry. Mise A-103 až A-105 měly za úkol vynést satelity programu Pegasus, které studovaly výskyt a účinky mikro-meteoroidů.
| Sériové číslo | Název mise      | Datum startu       | COSPAR    | Popis mise                                                                           |
| ------------- | --------------- | ------------------ | --------- | ------------------------------------------------------------------------------------ |
| SA-1          | SA-1            | 27. říjen 1961     | -         | První testovací let, suborbitální                                                    |
| SA-2          | SA-2            | 25. dubna 1962     | -         | Druhý testovací let, suborbitální, uskutečněn první z experimentů projektu Highwater |
| SA-3          | SA-3            | 16. listopadu 1962 | -         | Třetí testovací let, suborbitální, druhý experiment projektu Highwater.              |
| SA-4          | SA-4            | 28. března 1963    | -         | Čtvrtý testovací let, suborbitální, poslední let verze Block I, test výpadku motoru  |
| SA-5          | SA-5            | 29. ledna 1964     | 1964-005A | První let s funkčním druhým stupněm, první orbitální mise a první let verze Block II |
| SA-6          | A-101           | 28. května 1964    | 1964-025A | První test makety kosmické lodi Apollo                                               |
| SA-7          | A-102           | 18. září 1964      | 1964-057A | Druhý test makety kosmické lodi Apollo                                               |
| SA-9          | A-103/Pegasus 1 | 16. února 1965     | 1965-009A | Vypuštění prvního satelitu Pegasus                                                   |
| SA-8          | A-104/Pegasus 2 | 25. května 1965    | 1965-039A | Test makety kosmické lodi Apollo, vypuštění druhého satelitu Pegasus                 |
| SA-10         | A-105/Pegasus 3 | 30. července 1965  | 1965-060A | Test makety kosmické lodi Apollo, vypuštění třetího satelitu Pegasus                 |

## Galerie

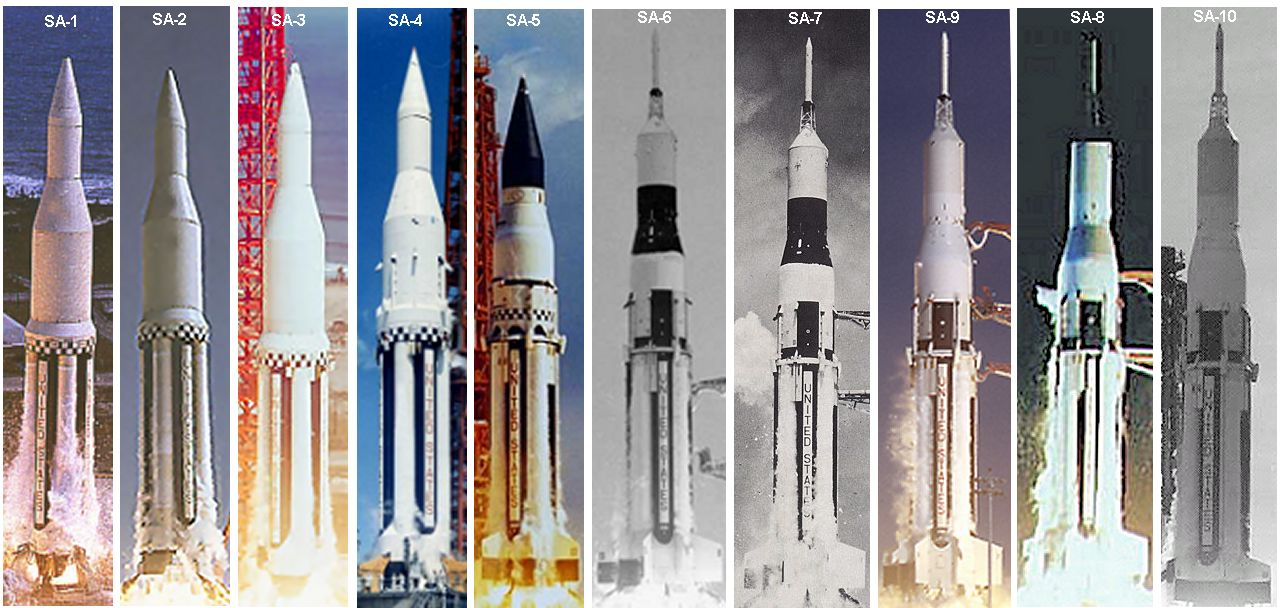
Přehled všech vypuštěných raket Saturn I

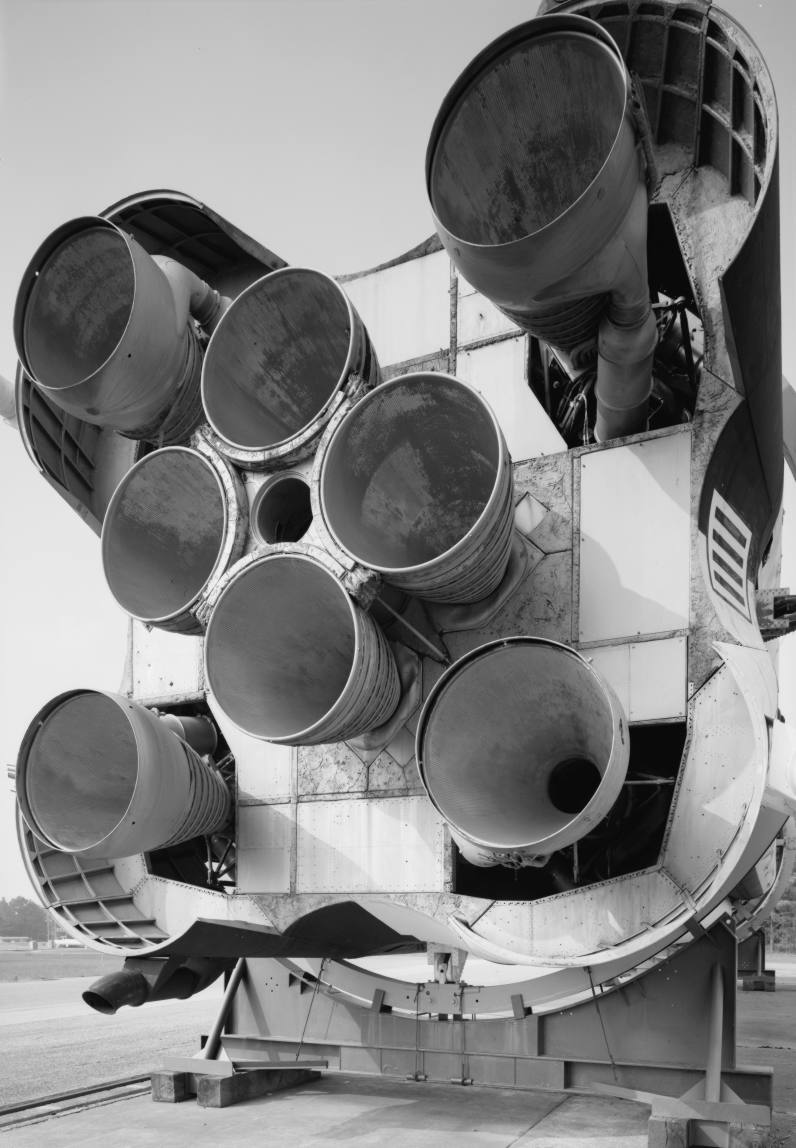
Pohled na zadní část rakety Saturn I
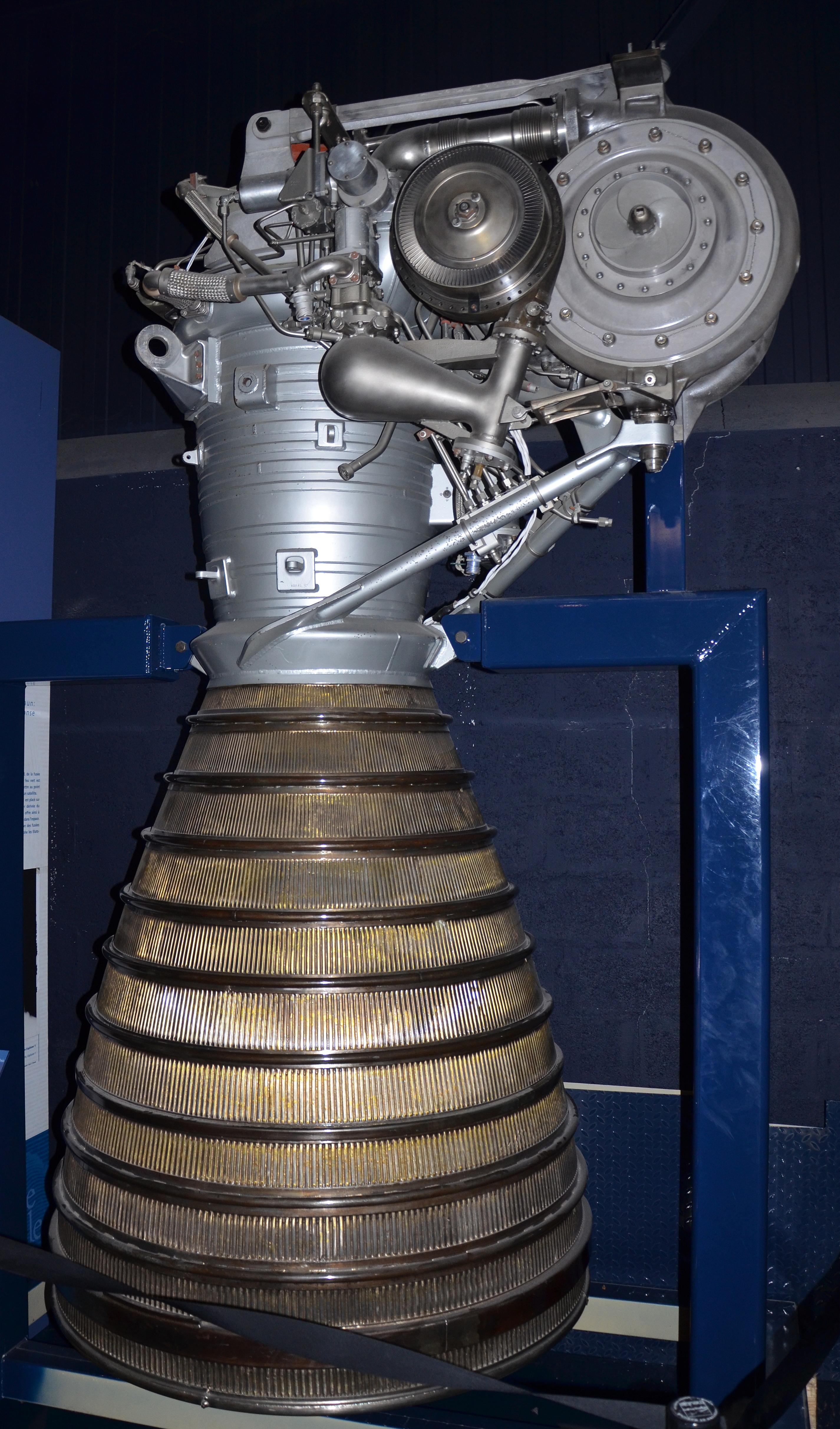
Motor Rocketdyne H-1
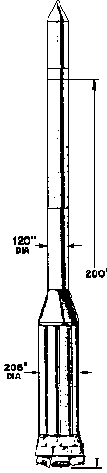
Koncept z roku 1959 pro projekt Horizont
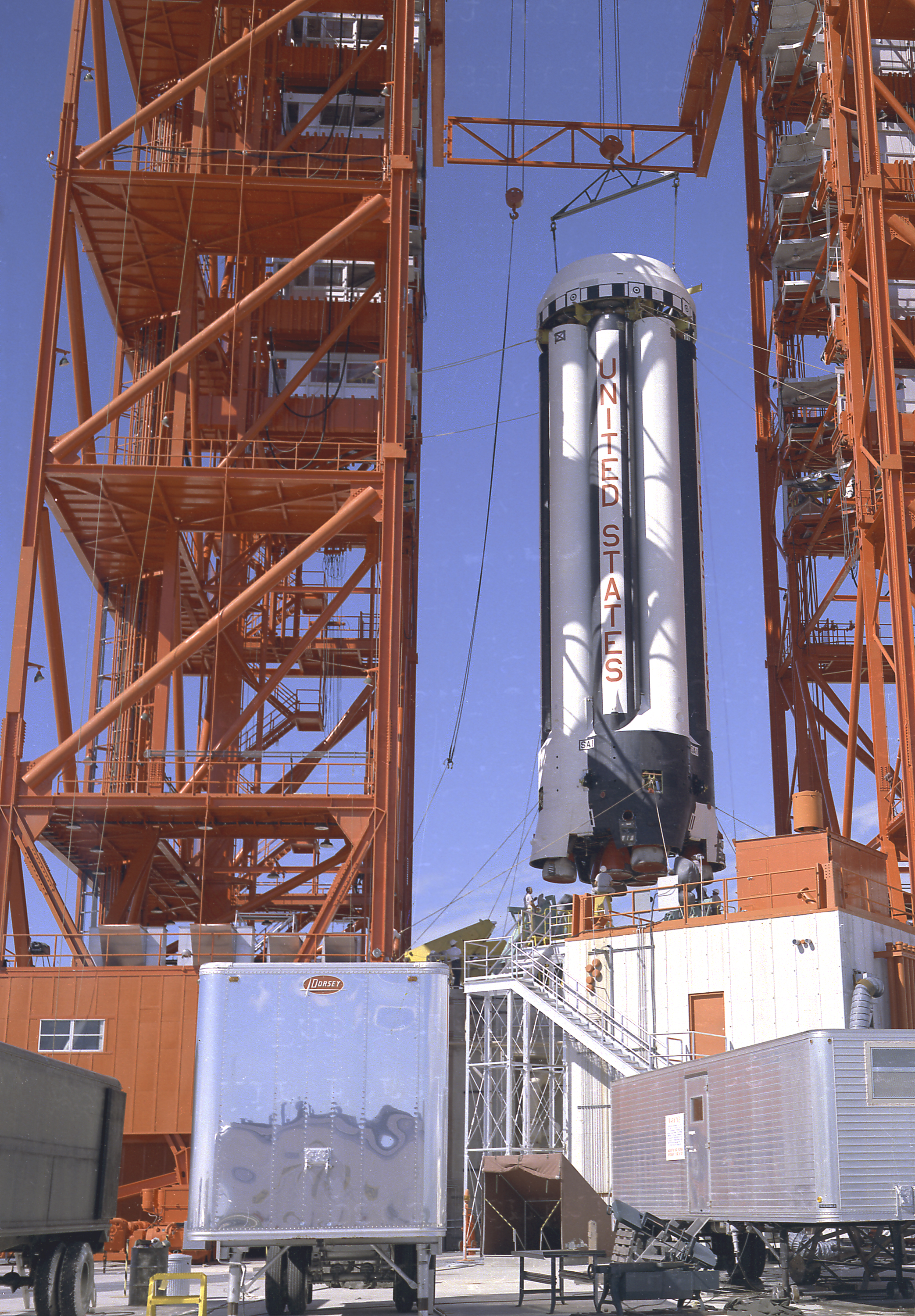
První stupeň při instalaci na odpalovací rampě před misí SA-1
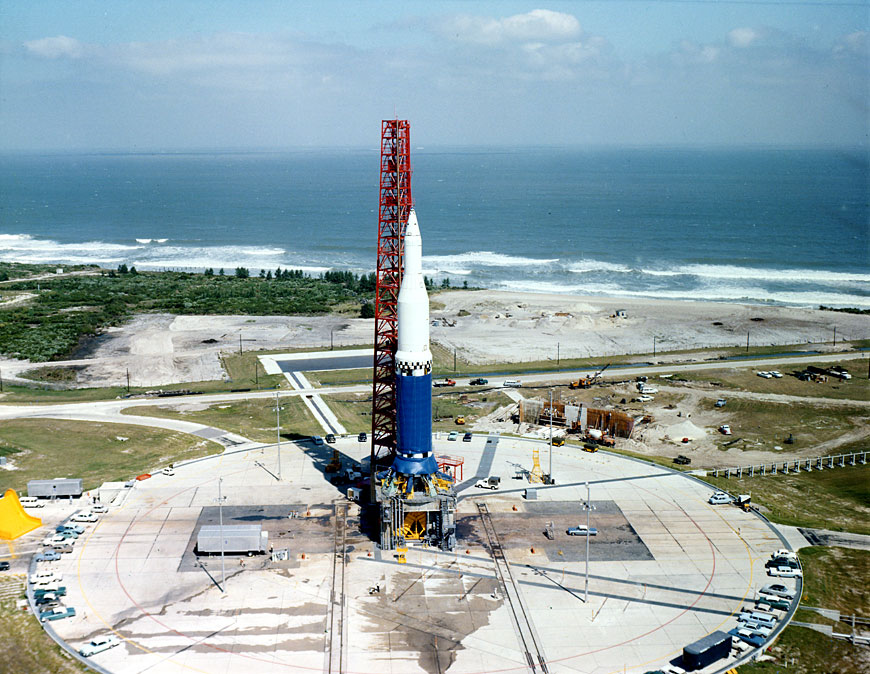
Saturn I na odpalovací rampě, mise SA-3, 25. dubna 1962
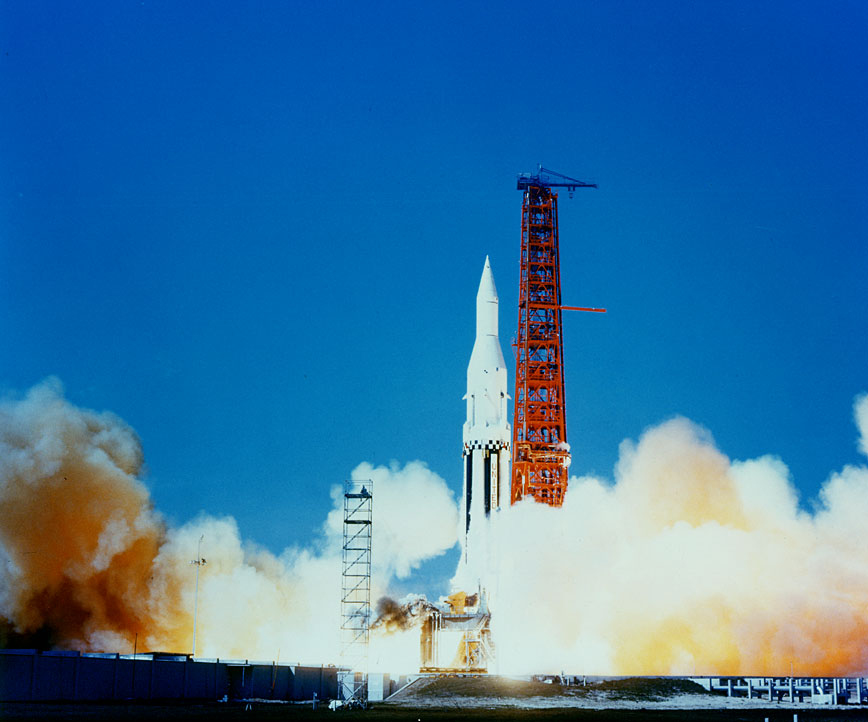
Start mise SA-4, 28. března 1963
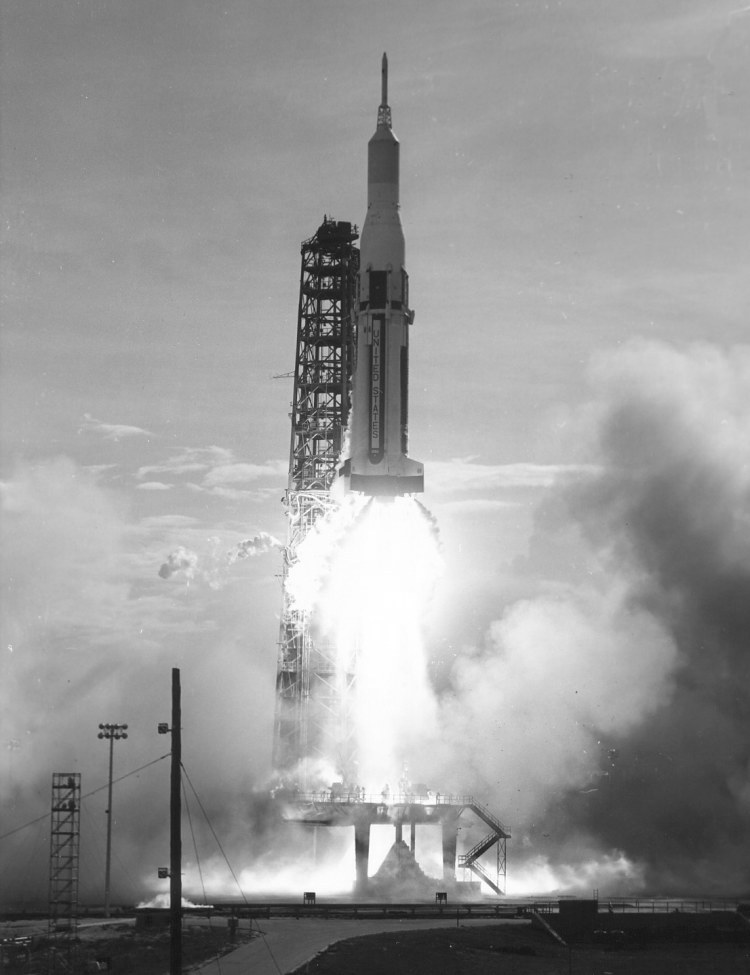
Poslední start Saturnu I, mise SA-10, 30. července 1965
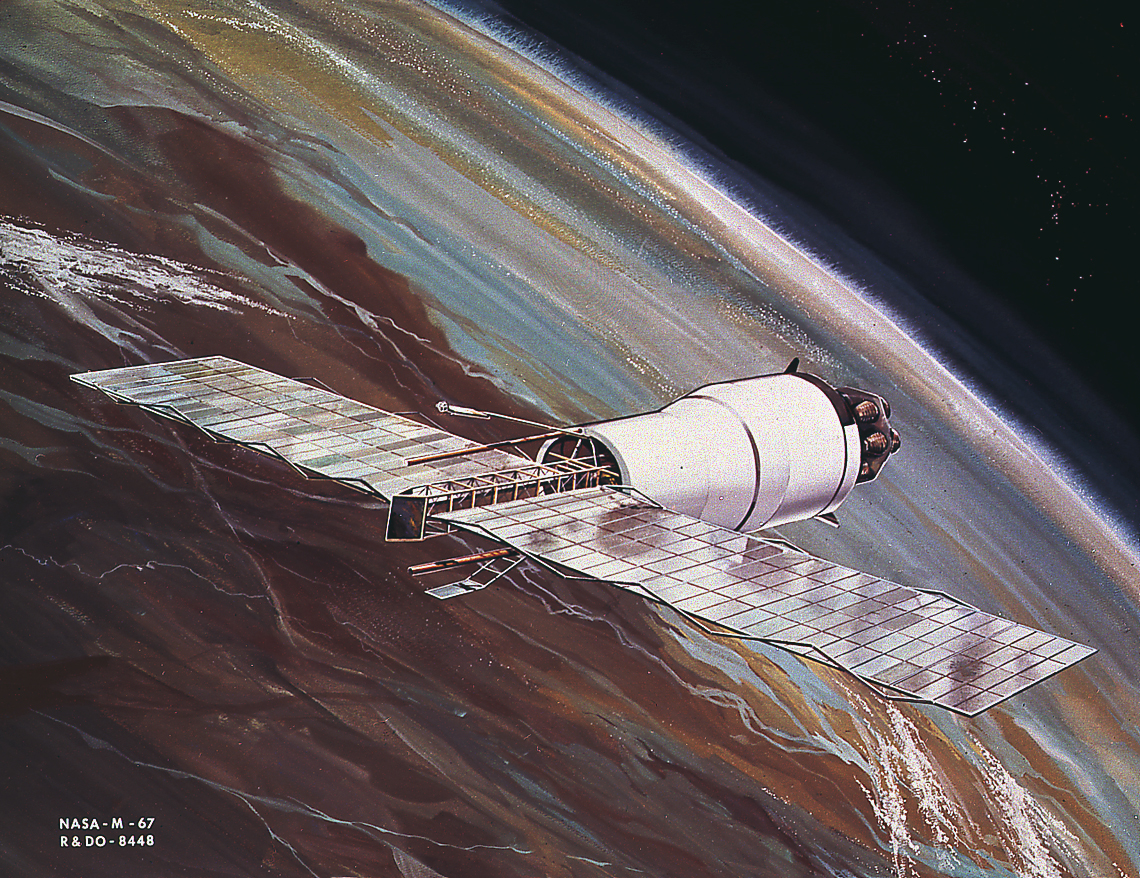
Satelit Pegasus s připojeným druhým stupněm S-IV

#### Periodika
- NĚMEC, Vladimír. DOŽENE SATURN NÁSKOK?. Křídla vlasti. 6. 1964. Dostupné online.
- LEDVINA, Milan. SATURN 1. Letectví a kosmonautika. 7. 1965. Dostupné online.

#### Monografie
- LÁLA, Petr; VÍTEK, Antonín. Malá encyklopedie kosmonautiky. Praha: Mladá fronta, 1982.
- BILSTEIN, Roger E. Stages to Saturn: A Technological History of the Apollo/Saturn Launch Vehicles. Washington, DC: NASA, 1980. Dostupné online. ISBN 0-16-048909-1.
- BENSON, Charles D.; FAHERTY, William B. Moonport: A History of Apollo Launch Facilities and Operations [online]. NASA, 1978 [cit. 2009-10-11]. Dostupné v archivu pořízeném dne 2011-03-18. (anglicky)
- EMME, Eugene M. Aeronautics and Astronautics Chronology, 1915-1960. Aeronautics and Astronautics: An American Chronology of Science and Technology in the Exploration of Space, 1915-1960. Washington, DC: NASA, 1962. Dostupné v archivu pořízeném dne 2009-08-13.
- Chariots for Apollo. Washington, DC: Government Printing Office, 1979. Dostupné v archivu pořízeném dne 2015-10-20.
- AKENS, David S. SATURN ILLUSTRATED CHRONOLOGY. Huntsville, Alabama: Historical Office (U.S. George C. Marshall Space Flight Center), 1971. Dostupné online. (anglicky)
- SLOOP, John L. Liquid hydrogen as a propulsion fuel, 1945-1959. Washington, DC: NASA/U.S. Goverment Printing Office, 1978. Dostupné online. Kapitola Saturn 1959.